# França nos Jogos Olímpicos de Inverno de 1992
A França foi o país-sede dos Jogos Olímpicos de Inverno de 1992 em Albertville. Foi a terceira vez que o país sediou os Jogos Olímpicos de Inverno e a quinta em que recebeu os Jogos Olímpicos.
A equipe olímpica francesa conseguiu 9 medalhas (3 de ouro, 5 de prata e 1 de bronze) ficando em sétimo lugar no quadro geral de medalhas.

## Lista de medalhas francesas

### Medalhas de ouro
| Esporte              | Modalidade     | Atleta                                        | Performance |
| Medalhas de ouro : 3 |                |                                               |             |
| Biatlo               | 3 x 7,5 km (F) | Anne Briand Véronique Claudel Corinne Niogret |             |
| Combinado nórdico    | Masculino      | Fabrice Guy                                   |             |
| Esqui acrobático     | Bosses (M)     | Edgar Grospiron                               |             |

### Medalhas de prata
| Esporte               | Modalidade        | Atleta                            | Performance |
| Medalhas de prata : 5 |                   |                                   |             |
| Esqui alpino          | Super-gigante (F) | Carole Merle                      |             |
| Esqui alpino          | Descente (M)      | Franck Piccard                    |             |
| Combinado nórdico     | Masculino         | Sylvain Guillaume                 |             |
| Esqui acrobático      | Bosses (M)        | Olivier Allamand                  |             |
| Patinação artística   | Dança             | Isabelle Duchesnay Paul Duchesnay |             |

### Medalhas de bronze
| Esporte                | Modalidade    | Atleta           | Performance |
| Medalhas de bronze : 1 |               |                  |             |
| Esqui alpino           | Combinado (F) | Florence Masnada |             |